# 比亚克·英厄尔斯
比亚克·英厄尔斯（丹麥語：Bjarke Ingels, 1974年2月—）是一名丹麦建筑师。

## 生平
1974年出生于丹麦哥本哈根，1993年进入丹麦皇家美术学院学习建筑，于2005年创立了比亚克·英厄尔斯集团。他以反传统的建筑理念闻名，山峦、雪花在他手中都是可利用的元素。他的设计中纳入可持续发展的想法和社会学概念，这些建筑的斜线往往与环境融为一体。
在丹麦，他设计了奥雷斯塔德的两个住宅区: VM房屋和山居。 2006年，他组建了自己的建筑公司——英厄尔斯集团，2015年其工作人员超过400人。他们设计的一些最著名的项目有8 字符住宅区、曼哈顿的VIA公寓、谷歌北岸总部（与托馬斯·赫斯維克合作设计）、Superkilen公园，以及阿迈尔山废物发电厂。
2009年起，英厄尔斯的项目赢得了众多的建筑比赛。2011年10月，《华尔街日报》将他评为年度创新者。2012年他搬到纽约，英厄尔斯公司由于改善曼哈顿的飓风桑迪过后的防洪项目而获奖。